# HMS Shoreham (L32)
«Шоргам» (англ. HMS Shoreham (L32)) — військовий корабель, шлюп типу «Шоргам» Королівського військово-морського флоту Великої Британії за часів Другої світової війни.

## Історія створення
Шлюп «Шоргам» був закладений 19 грудня 1929 року на верфі компанії Chatham Dockyard. Спущений на воду 22 листопада 1930 року, вступив у стрій 2 листопада 1931 року.

## Історія служби
Після вступу у стрій з січня 1932 року шлюп «Шоргам» ніс службу у Перській затоці. У січні-квітні 1939 року пройшов ремонт та переозброєння на Мальті, під час якого 102-мм гармата була замінена універсальною такого ж калібру, а також був встановлений зчетверений 12,7-мм кулемет.
Протягом вересня 1939 - березня 1940 року «Шоргам» знову ніс службу у Перській затоці та в Червоному морі. 23 червня 1940 року брав участь в потопленні італійського підводного човна «Еванджеліста Торрічеллі». 3 вересня 1940 року перехопив проривач блокади «Еврос», 23 березня 1941 року - «Одер».
У квітні-травні 1941 року пройшов ремонт в Бомбеї. У серпні брав участь в окупації Абадану. Потім був відправлений в Суец, де використовувався як корабель ППО.
У січні 1942 року «Шоргам» був переведений в Коломбо та увійшов до складу Східного флоту. Після ремонту в Бомбеї, який тривав з жовтня 1942 року по лютий 1943 року, корабель вирушив у Середземне море, де улітку брав участь у Сицилійській операції. У вересні повернувся до складу Східного флоту, де супроводжував конвої біля західного узбережжя Індії. 2 січня 1945 року «Шорхем» взяв участь в операції «Блискавка», висадці британських та індійських військ у Ак'ябі, де він допомагав висаджувати війська 3-ї бригади командос.
У квітні 1945 року повернувся до Дурбана, де продовжив супровід конвоїв. 
У липні 1946 року «Шоргам» був виключений зі складу флоту. 4 листопада того ж року проданий для цивільного використання і перейменований на «Jorge F El Joven». Зданий на злам у 1950 році.